# Picão
Picão ist ein Ort und eine ehemalige Gemeinde (Freguesia) im portugiesischen Kreis Castro Daire. Die Gemeinde hatte 278 Einwohner (Stand 30. Juni 2011).
Am 29. September 2013 wurden die Gemeinden Picão und Ermida zur neuen Gemeinde União das Freguesias de Picão e Ermida zusammengeschlossen. Picão ist Sitz dieser neu gebildeten Gemeinde.